# من قلوب البشر
من قلوب البشر (بالإنجليزية: Of Human Hearts)‏ هو فيلم درامي أمريكي إنتاج عام 1938 من إخراج كلارنس براون وبطولة والتر هيستون وجيمس ستيوارت وبيولا بوندي. يلعب ستيوارت دور ابن فخور وناكر للامتنان يتمرد ضد والده الداعية و (بعد وفاة والده) يهمل أمه الفقيرة. تم ترشيح بيولا بوندي لجائزة الأوسكار لأفضل ممثلة مساعدة.